# August Högel
Per August Leonard Högel, född 10 september 1850 i Stockholm, död 24 mars 1922 i Stockholm, var en svensk skulptör, medalj- och sigillgravör.
Han var son till åkaren Per Erik Högel och Maria Catharina Petersson samt från 1883 gift med Emile Constantia Blomberg. Han studerade vid konstakademin där han bevistade antikskolan och anatomiskolan 1867 samt modellskolan 1868. Efter skoltiden vistades han en tid i Paris där han bedrev självstudier. Sin praktiska utbildning till gravör fick han som elev och medhjälpare till Lea Ahlborn. Under senare tid drev han en egen verkstad och  ateljé där han även tog emot elever. Han räknades som en skicklig gravör och utförde bland annat medaljer över Oscar II, Sveriges och Norges konung och för John Ericsson-logen samt ett stort antal skytte- och idrottsmedaljer. Som skulptör specialiserade han sig på porträttreliefer till gravvårdar. Högel var av sin samtid känd som en glad konstnärssjäl, tenorsångare och livligt intresserad medlem i Par Bricole.